# Michael Gobal Gokum
Micheal Gobal Gokum (Kadys, 18 febbraio 1964) è un vescovo cattolico nigeriano.

## Biografia
Micheal Gobal Gokum è nato a Kadys, nella Local Government Area di Pankshin, nello stato di Plateau, in Nigeria.
Dopo aver terminato le scuole locali, nel 1978 è entrato nel Seminario maggiore Sant'Agostino di Jos, dove ha studiato filosofia e teologia.
Il 16 novembre 1991 è stato ordinato sacerdote nella cattedrale di Nostra Signora di Fatima e incardinato nell'arcidiocesi di Jos. Nel 1995 è stato trasferito all'arcidiocesi di Abuja, su richiesta dello stesso arcivescovo.
È stato parroco di Saint Mary's Tafawa Balewa, nello stato di Bauchi (1994-1996), parroco di Santa Teresa a Bwari (1995-1996) e di Murumba a Igu, nello stato di Abuja.
Tra il 2002 ed il 2004 ha studiato alla Pontificia università "San Tommaso d'Aquino" di Roma per una licenza in ecumenismo.
Ha successivamente guidato le parrocchie dell'Immacolata Concezione ad Abuja (2005-2006) e dei Santi Pietro e Paolo a Nyanya, Abuja (2006-2012). Dal 2012 è amministratore della pro-cattedrale Nostra Signora Regina della Nigeria, ad Abuja, decano del decanato di Garki e direttore arcidiocesano per l'insegnamento del catechismo.
Il 18 marzo 2014 è stato nominato da papa Francesco primo vescovo della diocesi di Pankshin.

## Genealogia episcopale
La genealogia episcopale è:
- Cardinale Scipione Rebiba
- Cardinale Giulio Antonio Santori
- Cardinale Girolamo Bernerio, O.P.
- Arcivescovo Galeazzo Sanvitale
- Cardinale Ludovico Ludovisi
- Cardinale Luigi Caetani
- Cardinale Ulderico Carpegna
- Cardinale Paluzzo Paluzzi Altieri degli Albertoni
- Papa Benedetto XIII
- Papa Benedetto XIV
- Papa Clemente XIII
- Cardinale Enrico Benedetto Stuart
- Papa Leone XII
- Cardinale Chiarissimo Falconieri Mellini
- Cardinale Camillo Di Pietro
- Cardinale Mieczysław Halka Ledóchowski
- Cardinale Jan Maurycy Paweł Puzyna de Kosielsko
- Arcivescovo Józef Bilczewski
- Arcivescovo Bolesław Twardowski
- Arcivescovo Eugeniusz Baziak
- Papa Giovanni Paolo II
- Cardinale John Olorunfemi Onaiyekan
- Vescovo Michael Gobal Gokum